# Núcleo pedunculopontino
El núcleo pedunculopontino (PPN por sus siglas en inglés, de pedunculopontine nucleus) o núcleo tegmental pedunculopontino (PPT o PPTg), es un conjunto de neuronas situado en la parte superior de la protuberancia del tronco encefálico, caudal a la sustancia negra y adyacente al pedúnculo cerebeloso superior. Tiene dos divisiones de subnúcleos: la pars compacta, que contiene principalmente neuronas colinérgicas, y la pars dissipata, que contiene principalmente neuronas glutamatérgicas y algunas neuronas no colinérgicas. El núcleo pedunculopontino es uno de los principales componentes del sistema activador reticular.

## Historia
Fue descrito por primera vez en 1909 por Louis Jacobsohn-Lask, un neuroanatomista alemán.

## Proyecciones

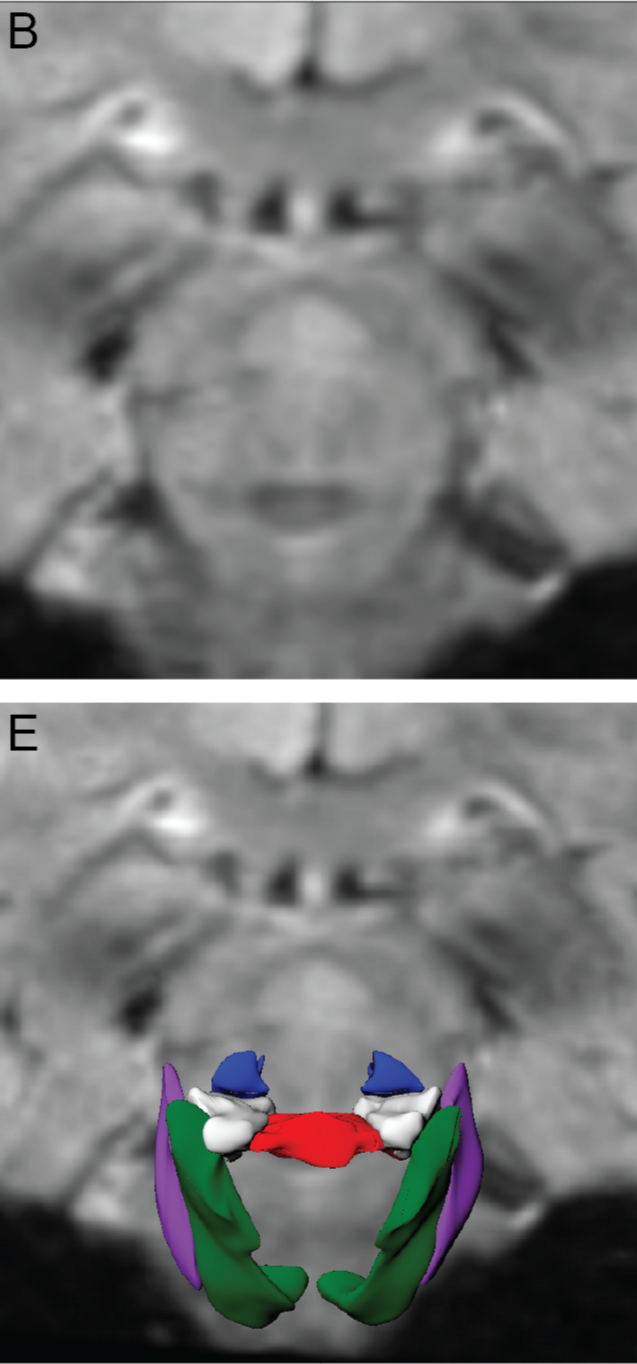
Núcleo Pedúnculo-Pontino (en blanco). Reconstrucción 3D sobre Resonancia magnética.

Las neuronas del núcleo pedunculopontino proyectan axones a una amplia gama de áreas del cerebro, en particular a partes de los ganglios basales como el núcleo subtalámico, la sustancia negra pars compacta y el globo pálido interno. También las envía a objetivos en el tálamo, el cerebelo, el cerebro anterior basal y el tronco encefálico inferior, y en la corteza cerebral, el área motora suplementaria y las cortezas somatosensorial y motora.
Recibe información de muchas zonas del encéfalo y se proyecta y recibe información de la mayor parte de los ganglios basales, a excepción de la sustancia negra pars compacta (a la que se proyecta pero de la que no recibe información) y la sustancia negra pars reticulata (de la que recibe información pero a la que no se proyecta).

## Funciones
El núcleo pedunculopontino está implicado en muchas funciones, como la excitación, la atención, el aprendizaje, la recompensa y los movimientos voluntarios de las extremidades y la locomoción. Aunque antes se consideraba importante para la iniciación del movimiento, investigaciones recientes sugieren que desempeña un papel en la retroalimentación sensorial a la corteza cerebral. También está implicado en la generación y el mantenimiento del sueño REM.
Investigaciones recientes han descubierto que el núcleo pedunculopontino interviene en la planificación del movimiento y que diferentes redes de neuronas del núcleo pedunculopontino se activan durante el movimiento real y el imaginado.

## Enfermedad de Parkinson
Se está investigando si la estimulación cerebral profunda del núcleo pedunculopontino podría utilizarse para mejorar las dificultades de la marcha y la postura que se dan en la enfermedad de Parkinson.